# Wikitongues
Wikitongues és una organització sense ànim de lucre amb registre a Nova York, els Estats Units. L'objectiu de l'organització és documentar totes les llengües del món. Fou fundada l'any 2014 per Frederico Andrade, Daniel Bögre Udell i Lindi Botes.
Al maig de 2016, Wikitongues havia enregistrat al voltant de 329 vídeos en més de 200 llengües. Al 2018, ja han enregistrat més de 350 llengües, o el 5% de les llengües d'arreu del món.
Poly és un programari de codi obert dissenyat per compartir i aprendre llengües. El projecte es va finançar a través de Kickstarter i l'organització va aconseguir recaptar 52,716 dòlars americans amb l'ajut de 429 donants. Actualment, el programari està en construcció.
Tots els vídeos és comparteixen amb llicència CC-by-NC 4.0. No fa gaire es va afegir l'opció de compartir el vídeo amb llicència CC-by-SA 4.0.